# Luchthaven Chaghcharan
Luchthaven Chaghcharan is een vliegveld in Chaghcharan, in de Afghaanse provincie Ghowr. Het vliegveld is gelegen ten noordwesten van de Haririvier en anderhalve kilometer ten noordoosten van Chaghcharan.
Het vliegveld bestaat uit één 1800 meter lange baan die alleen door kleine tot middelgrote vliegtuigen kan worden aangedaan.

## Luchtvaartmaatschappijen en bestemmingen
Er vliegen momenteel geen vliegtuigen naar de luchthaven, aangezien luchtvaartmaatschappij Pamir Airways sinds 19 maart 2012 geen vluchten meer uitvoert naar Chaghcharan.